# Wielkouch króliczy
Wielkouch króliczy (Macrotis lagotis) – gatunek ssaka, torbacza z rzędu jamrajokształtnych i rodziny wielkouchowatych. Występuje w Australii, jego zasięg występowania zmniejszył się w związku z działalnością człowieka i wprowadzonymi przezeń ssakami. Z wyglądu przypomina królika, ma długie uszy i miękkie, jedwabiste futro. Żywi się stawonogami, w tym zwłaszcza termitami, i pokarmem roślinnym. Rozmnaża się poligynicznie, po dwutygodniowej ciąży rodzi się od jednego do trzech młodych, które żyją dalej w marsupium otwierającym się ku tyłowi. W kulturze pełni rolę podobną do zajączka wielkanocnego.

## Systematyka
Wielkouch króliczy należy do torbaczy z rzędu jamrajokształtnych. Wśród dzisiejszych taksonów zawiera on dwie rodziny jamrajowatych i wielkouchowatych, wielkouch króliczy należy do tej drugiej. Prócz niego należał do niej niedawno także drugi gatunek wielkouch mniejszy, obecnie jednak jest on już wymarły.
Gatunek opisany został jako Perameles lagotis piórem Reida w 1837. Jako miejsce typowe podano rzekę Swan w Australii Zachodniej. Kolejni autorzy umieszczali gatunek w różnych rodzajach, w tym w rodzaju Macrotis (obecnie wielkouch), w obrębie którego umieszczano liczne gatunki, jak M. sagitta Thomasa z 1905 ze środkowej Australli czy M. nigripes opisany przez Jonesa z 1923 z Australii Południowej, obecnie zaliczane do gatunku wielkouch króliczy.
W 1923 Troughton opisał kolejne podgatunki:
- M. lagotis cambrica z południowego Queensland i wschodniej Nowej Południowej Walii,
- M. lagotis grandis z okolic jeziora Alexandrina niedaleko Adelaide,
- M. lagotis interjecta z równiny Nullarbor w Australii Zachodniej.

Obecnie rzeczone podgatunki uznaje się za wymarłe, w przeciwieństwie do podgatunku nominatywnego M. lagotis lagotis z Australii Zachodniej. Monotypowość obecnego gatunku pomimo pewnych różnic pomiędzy populacjami z Queensland oraz tymi z Terytorium Północnego i Australii Zachodniej potwierdziły badania genetyczne.

## Budowa

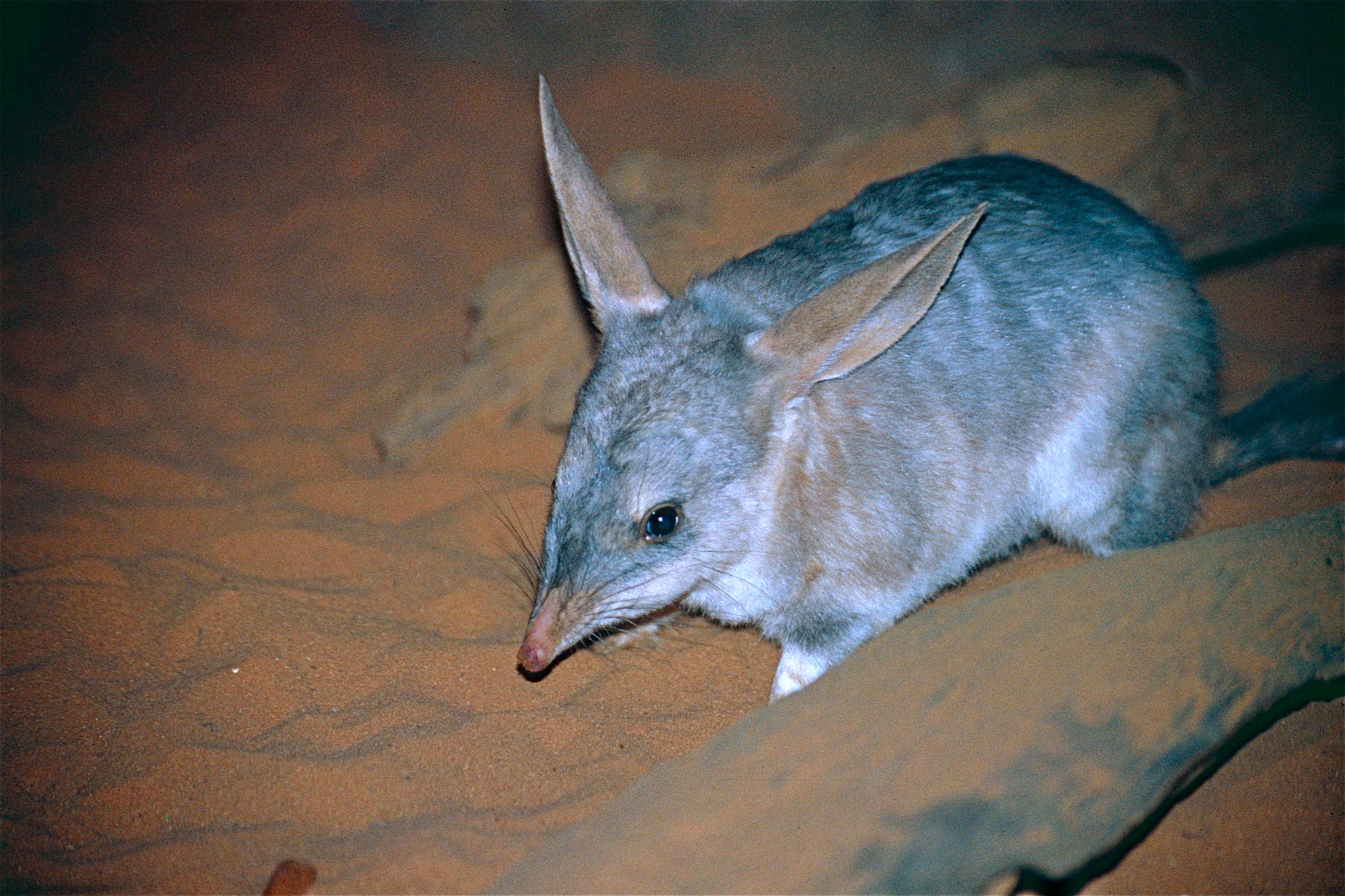
Wielkouch króliczy z południa Queensland

Długość ciała (bez ogona) samic 29–39 cm, w tym 9,5 cm długości głowy, samców 30–55 cm z mierzącą 10,8 cm głową, długość ogona samic 20–27,8 cm, samców 20–29 cm; masa ciała samic 0,8–1,2 kg, samców 1–2,5 kg. Southgate zwraca uwagę na dużą zmienność w rozmiarach ciała: w pełni wyrośnięty wielkouch króliczy może być 2 razy większy od osobnika, który dopiero osiągnął dojrzałość płciową, samiec może być dwukrotnie większy od samicy (dymorfizm płciowy).
Ciało pokrywa miękkie, jedwabiste futro. Zabarwione jest niebieskawoszaro, od strony brzusznej zaś biało. Z okolic bioder do ogona biegnie pasek barwy jasnej opalenizny, towarzyszy mu kolejny pasek nad biodrem. Szyja, brzuch i stopy są kremowe bądź białe. Ogon w jednej piątej proksymalnej przyjmuje barwę niebieskoszarego popiołu, w kolejnych dwóch piątych ubarwiony jest czarno i na swym końcu jest biały. Przez całą jego długość biegnie grzbietem grzebień z włosów, a u osobników starszych może kończyć się ostrogą rogową. Zwierzę macha nim podczas ucieczki, odwracając uwagę.
Głowę wielkoucha wieńczą długie, prawie nieowłosione uszy, przywodzące na myśl uszy królika. Ich długość może wynosić od 0,6 do 0,9 długości głowy. Pysk zwierzęcia również jest długi, zakończony spiczaście. Znajduje się na nim różowy nos, nieporośnięty futrem. Obok wyrastają natomiast wibryssy. W szczęce i w żuchwie występują kły. Kły szczękowe samca mierzą od 8 do 12 mm, u samicy zaś od 3 do 5 mm. W pysku znajduje się długi i lepki język, stanowiący adaptację do spożywania termitów. Podobny język ma mrówkożer workowaty z blisko spokrewnionego rzędu niełazokształtnych. Ogólnie ssaki żywiące się mrówkami i termitami wykazują konwergencję.
| Wzór zębowy | Wzór zębowy | I | C | P | M |
| ----------- | ----------- | - | - | - | - |
| 48          | =           | 5 | 1 | 3 | 4 |
| 48          | =           | 3 | 1 | 3 | 4 |

Na tułowiu znajduje się marsupium otwierające się do tyłu, dzięki czemu podczas kopania w ziemi do torby nie dostaje się gleba.
Mimo że jamrajokształtne mają przednie łapy ogólnie mniejsze od tylnych, kończyny przednie wielkoucha króliczego są silne. Kończą się pięcioma palcami, z których trzy zaopatrzone są w pazury (3 i 4 palec, w przeciwieństwie do niezakończonego pazurem i zredukowanego palca pierwszego). Kończyny te ustępują jednak rozmiarami tylnej parze, długiej i smukłej. Pierwszy palec uległ redukcji. Największy jest palec 4, po nim zaś 5. Występuje syndaktylia palców zakończonych pazurami służącymi do czyszczenia futra. Wielkouch przemieszcza się galopem.

## Rozmieszczenie geograficzne i siedlisko

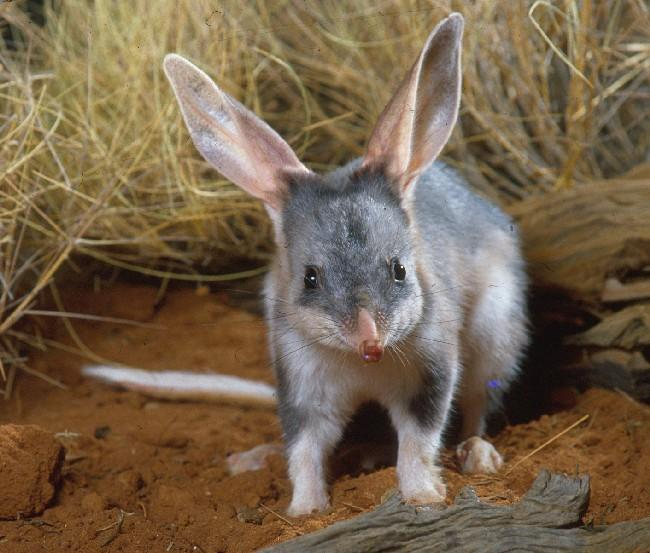
Wielkouch króliczy w Queensland

Wielkouch króliczy występuje w środkowej i zachodniej Australii (Australia Zachodnia, Terytorium Północne i południowo-wschodni Queensland, inne źródła podają zamiast tego Nową Południową Walię i Australię Południową). W Queensland zasięg jest pokawałkowany. Populacja została z powodzeniem przeniesiona na wyspę Thistle Island (południowa Australia), a reintrodukowana populacja w Lorna Glen (Australia Zachodnia) utrzymuje się na stałym poziomie.
Wielkouch króliczy zasiedla tereny suche, pustynne, ale też półpustynie i wydmy. Zamieszkiwał niegdyś na terenach Australii Północnej o deszczach spadających głównie latem w ilości ok. 600 mm, obszary klimatu umiarkowanego o opadach ograniczonych głównie do zimy bądź rozłożonych równomiernie w ilości 500–600 mm oraz suche obszary wnętrza kontynentu z zaledwie 165 mm rocznych opadów. Zasiedlał lasy, w tym akacjowe i eukaliptusowe, obszary porośnięte wysokimi krzewami i mulgę, zbiorowiska trawiaste typu tussock i hummock. Preferuje obecnie 3 typy roślinności:
- tussock, tufur (hummock) i inne formacje trawiaste, zwłaszcza z komosą, na wzgórzach i równinach zalewowych,
- lasy i zarośla, zwłaszcza porośnięte Acacia aneura (mulga)[11].

Ważna jest dla niego odpowiednia gleba umożliwiająca kopanie nor, zwłaszcza ilasta, ciemnobrązowa gliniasta, piaszczysta czy też laterytowa.

## Rozmnażanie
Wielkouch króliczy rozmnaża się poligynicznie. Dojrzałość płciową uzyskuje w wieku pół roku (aczkolwiek przez następny rok kontynuuje swój wzrost). Samice są poliestryczne, a okres rui trwa od 12 do 37 dni, średnio 21. Rozród zachodzić może przez cały rok, aczkolwiek występuje zmienność sezonowa. Występuje ciąża, która trwa od 13 do 16 dni, średnio 2 tygodnie. Następnie rodzą się jedno bądź 2 młode, a niekiedy 3. Liczby samców i samic w miocie nie różnią się istotnie. Młodsze samice, w wieku od 7 do 9 miesięcy, ustępują płodnością dojrzalszym, które rozmnażają się do wieku czterech lat. Młode cechuje znaczna śmiertelność, tylko 1/4 z nich dożyje dorosłości, a większość osobników żyjących na wolności nie ma nawet roku. Występuje torba lęgowa. Po porodzie młode rozwijają się w niej od 75 do 80 dni, po czym następne 2 tygodnie spędzają w norze z matką. Samica potrafi odchować do 4 miotów jednego roku.

## Behawior i ekologia
Wielkouch króliczy jest wszystkożerny. Spożywa pokarm roślinny: nasiona traw, bulwy, gustując w szczególności w Cyperus bulbosus. Pokarm roślinny pojawia się często na krótko w znacznej obfitości, na przykład po pożarze bądź deszczu. Jednak nasiona i resztki bulw znajdowano w kale wielkoucha długi czas po takim wybuchu dostępności pokarmu. Korzysta on z zapasów jedzenia zmagazynowanych przez mrówki. Zjada także bezkręgowce, w szczególności termity, ale też mrówkowate, chrząszcze, pająki, w tym zwłaszcza drążące norki, i larwy owadów, zwłaszcza ryjące wśród korzeni. Zdobycz lokalizuje głównie węchem. Żeruje w nocy, oddalając się zwykle na odległość 200 m od nory, aczkolwiek poruszać się może po obszarze 6–7 razy większym. Zajmowany obszar zależy też od podłoża, na piaskach jest on szybciej zmieniany. Całkowita powierzchnia areału samca wynosi około 15 ha. Samica zajmuje areał o powierzchni 3 ha. Prędkość dyspersji wynosi 2–3 km na rok w przypadku samic.
Za dnia wielkouch kryje się w jamach, w których spędza też część nocy, kiedy nie wyrusza w poszukiwaniu pokarmu. Mogą to być proste jamy, do których wiedzie pojedyncze wejście, bądź też bardziej skomplikowane systemy przypominające królicze z licznymi wejściami, o średnicy do 10 m i głębokości do 2 m. Areał zajmowany przez zwierzę obejmuje zwykle liczne nory, oddzielone od siebie na około 400 m w przypadku samca, 200 m przez samice. Zapewniają one nie tylko schronienie przed drapieżnikami, ale też stabilną temperaturę. Zazwyczaj używane są dłużej niż jedną noc, przy czym samice zwykle pozostają w jednej norze dłużej niż samce, które siedzą w jednej norze przez 2–3 tygodnie. Zwierzęta te wiodą samotny tryb życia, a pomiędzy samcami panuje hierarchia, choć rzadko dochodzi do walk między nimi. Niekiedy obserwowano jednak dzielenie jamy przez samca i samicę bądź dwie samice.
Istotny wpływ na zmniejszenie zasięgu występowania wielkoucha króliczego miały wprowadzone na kontynent australijski przez Europejczyków ssaki takie jak lisy, koty i króliki. W efekcie z pierwotnego zasięgu występowania pozostało między 20 a 30%.
W kale wielkouchów króliczych wykryto Cryptosporidium muris. Infestacja utrzymywała się od 2 do 6 miesięcy.

## Status
Wielkouch króliczy ma status gatunku narażonego na wyginięcie. Całkowita populacja liczy prawdopodobnie poniżej 10 000 dorosłych zwierząt, szacuje się, że zmalała ona o 10% w ciągu ostatnich 12 lat (3 pokoleń). Populacje w Queensland są rozproszone, wiele populacji zamieszkujących niegdyś Terytorium Północne wyginęło. Zwierzę zamieszkuje jednak tereny chronione, do których zaliczyć można Park Narodowy Astrebla Downs, założony w celu ochrony tegoż właśnie gatunku. Wielkouchy królicze rozmnaża się też w niewoli.
Do zagrożeń zaliczają się drapieżnictwo (kot domowy, lis rudy) i konkurencja (królik europejski) przez gatunki sprowadzone przez człowieka, a także wypas zwierząt.

## Wielkouch króliczy w kulturze

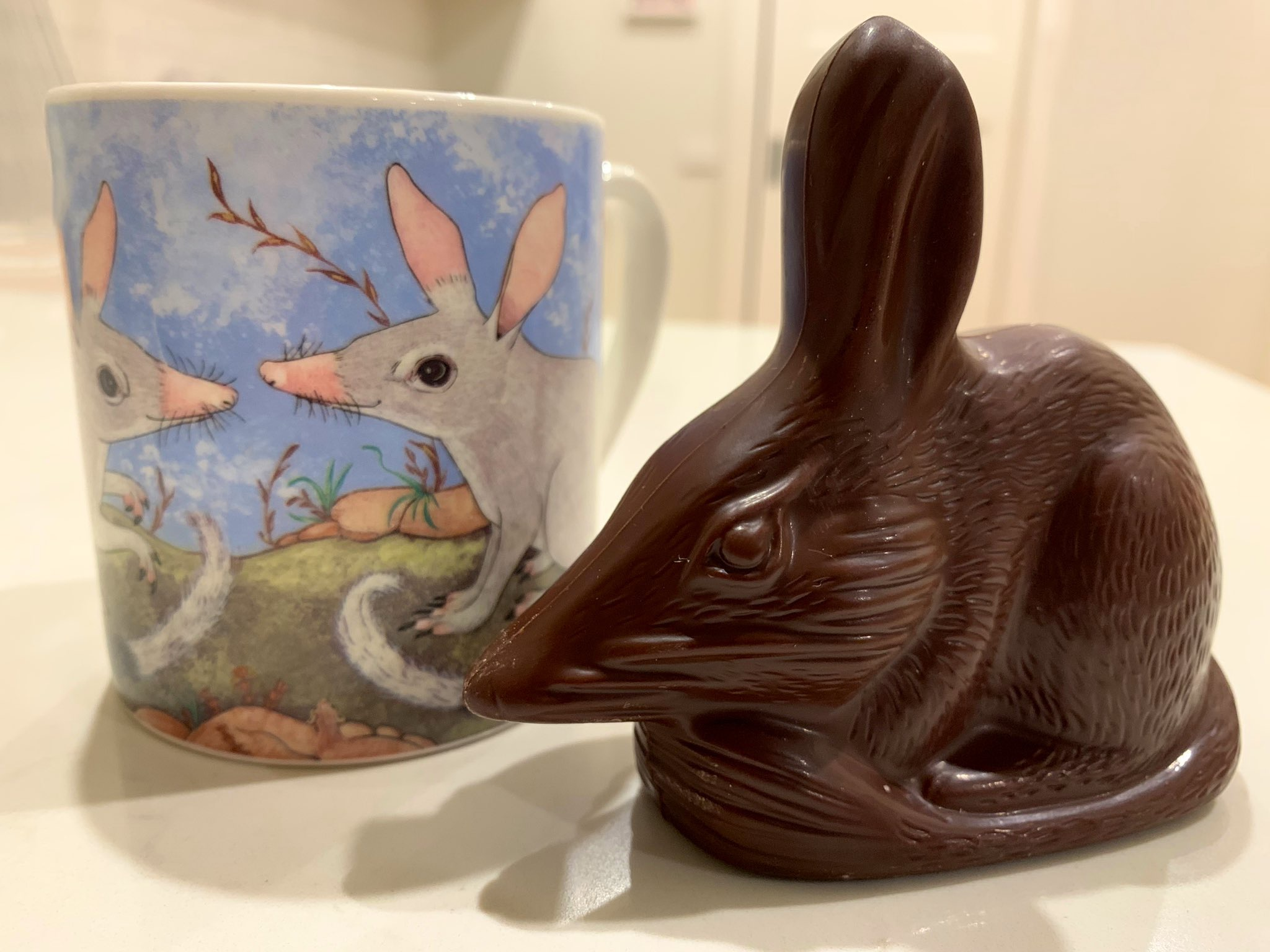
„Wielkanocny wielkouch” (ang. Easter Bilby) z czekolady

Australijskie organizacje zajmujące się ochroną środowiska, np. Foundation for Rabbit-Free Australia oraz Save the Bilby Fund, od początków lat 90. XX wieku promują ideę zastąpienia królika jako symbolu Wielkanocy rodzimym odpowiednikiem w postaci „wielkanocnego wielkoucha” (ang. Easter Bilby). We współpracy z producentami słodyczy wytwarzane są m.in. czekoladowe wielkouchy, z których sprzedaży część dochodów przeznaczana jest na ratowanie tego gatunku. Od 2005 roku w Australii obchodzony jest też Krajowy Dzień Wielkoucha (ang. National Bilby Day), przypadający na drugą niedzielę września.